# Konstantin Nikolajewitsch Lawronenko
Konstantin Nikolajewitsch Lawronenko (russisch Константин Николаевич Лавроненко; * 20. April 1961 in Rostow am Don, Sowjetunion) ist ein russischer Schauspieler. Er gewann 2007 den Darstellerpreis der 60. Internationalen Filmfestspielen von Cannes für den Film Die Verbannung.

## Filme (Auswahl)
- 1992: Andrjuscha (Андрюша)
- 2003: The Return – Die Rückkehr (Возвращение)
- 2005: Die rote Verschwörung (Архангел, Fernsehfilm)
- 2005: Mistrz (Мастер)
- 2007: Die Verbannung (Изгнание)
- 2010: Akte Kajínek (Kajínek)
- 2016: Earthquake – Die Welt am Abgrund (Zemletryasenie/Землетрясение)
- 2019: Coma (Кома)
- 2019: The Blackout